# Маркелов, Юрий Николаевич
Юрий Николаевич Маркелов (4 августа 1950, Сталинград — 8 ноября 2019, Москва) — советский и российский композитор, автор камерно-симфонических произведений, музыки к мультипликационным и документальным фильмам, инструментальной и вокальной (песни, романсы и др.) музыки.

## Биография
Родился 4 августа 1950 года в городе Сталинграде (с 1956 года — город Волгоград) в семье Николая Александровича (1923—1988) и Эвелины Николаевны (1926—1989) Маркеловых. Дед со стороны матери Н. Косоруков происходил из донских казаков. Э. Н. Маркелова окончила театральное училище в Ростове-на-Дону, играла и пела в театре музыкальной комедии, впоследствии занималась постановкой и преподаванием танцев. Н. А. Маркелов играл на аккордеоне (получил среднее музыкальное образование), преподавал пение в школе, работал с Э. Н. Маркеловой в качестве аккомпаниатора.
С 7 лет обучался в музыкальной школе по классу фортепиано и в общеобразовательной школе № 14 города Волгограда. В 1965 году после окончания музыкальной школы № 1 и 8-го класса общеобразовательной школы поступил в Волгоградское училище искусств на теоретическое отделение. При этом, учитывая высокий уровень его пианистической подготовки, ему разрешили заниматься в классе специального фортепиано на фортепианном отделении училища. В этот период (1965—1969 гг.) им были написаны: токката для фортепиано, цикл романсов, концерт для фортепиано в оркестром (юношеский) и другие произведения.
Окончив училище в 1969 году, Маркелов в том же году поступил в Новосибирскую государственную консерваторию им. М. И. Глинки на теоретико-композиторский факультет. Его педагогом по композиции все пять лет обучения в консерватории был композитор Георгий Николаевич Иванов. За время учёбы в консерватории Маркеловым было написано множество камерно-симфонических и вокальных произведений. Его дипломное произведение — концерт для фортепиано с оркестром (в форме рапсодии) исполнил пианист Геннадий Пыстин в сопровождении Симфонического оркестра Новосибирской филармонии, которым дирижировал Арнольд Михайлович Кац. В 1974 году Маркелов окончил консерваторию и год прослужил в армии — в Ансамбле песни и пляски Сибирского военного округа.
Летом 1975 года вернулся в Волгоград. В 1975—1976 годах преподавал в Волгоградском музыкально-педагогическом училище теорию музыки и фортепиано, а также вёл факультатив по композиции в Волгоградском училище Искусств. В середине 1976 года переехал в Москву.
Конец 1970-х годов — период работы Маркелова в качестве руководителя с подмосковным вокально-инструментальным ансамблем «Горицвет». Основу репертуара составляли песни Маркелова на стихи поэтов И. Лысцова, Г. Серебрякова, О. Кочеткова, В. Байбакова. Ансамбль много гастролировал по республикам СССР.
1980-е годы отмечены в песенном творчестве Маркелова сотрудничеством с поэтами Л.Ошаниным, Г.Поженяном, И.Шкляревским, А.Рустайкис. Были написаны также песни на стихи В.Тушновой, Е.Евтушенко, Б.Окуджавы. Песня на стихи Г. Поженяна «С Днём Победы, капитан!» была записана И. Кобзоном для авторской пластинки поэта. В это же время началось многолетнее сотрудничество Маркелова с поэтом Вадимом Семерниным. За более чем 30 лет ими написано свыше 70 песен. В числе первых совместных песен — «Московский говорок» (первая исполнительница — Г.Великанова) и «Кижи» (первый исполнитель — Л.Лещенко). Песни Ю.Маркелова в 1980-е гг. звучат на радио, печатаются в сборниках издательства «Советский композитор».
На конец 1980-х — 1990 г. пришлось сотрудничество Ю. Маркелова с творческим объединением «Экран» Гостелерадио СССР. В 1987 г. он написал музыку к трёхчастному документальному фильму о Наталии Сац — «Верю. Надеюсь. Люблю.» (реж. А. Карпов). в 1989 г. — к мультипликационному фильму «Миссия пришельцев» (реж. Г.Тищенко), в 1990 г. — к мультипликационному фильму «Оптический контакт» (реж. Г.Тищенко) и документальному фильму «Портрет».
В 1989 году по заказу ленинградского театра «Рок-опера» Ю. Маркелов сделал авторскую редакцию мюзикла «Иисус Христос — суперзвезда» Э. Л. Уэббера для его первой постановки в России (реж. В. Подгородинский).
В 1990 годах начал студийную запись авторских аранжировок на электромузыкальной аппаратуре. Партитура к фильму о Н. Сац была сделана им в традиционной форме, музыка к «Миссии пришельцев» и другим фильмам записывалась в музыкальной студии на электронной аппаратуре, где Маркелов работал вместе со звукорежиссёром студии, создавая готовую фонограмму. В этот период Маркелов начал постепенно собирать собственную студию звукозаписи. Параллельно в 1997 году принимал участие как аранжировщик в телевизионном конкурсе молодых исполнителей «Лестница в небо», делая традиционные аранжировки для джазового оркестра «Все звёзды».
С начала 2000-х годов Маркелов приступил к созданию авторской дискографии, сосредоточиваясь на работе в своей студии. Два первых диска — 2004 и 2005 были сформированы из его произведений, записанных традиционным способом. На последующих дисках фонограммы и вокальных, и инструментальных произведений делались им самим уже непосредственно в студии. С 2006 по начало 2016 года Маркелов записал в студии 17 альбомов.
В 2000—2010-х годах продолжил работать со своим постоянным соавтором В. Семерниным, писал песни на стихи В. Овчинцева, А. Королёва, А. Алякина, а также поэта начала XX века Н. Агнивцева. Наряду с инструментальными и фортепианными произведениями в этот период Маркелов сочиняд пьесы для сольных инструментов: флейты, скрипки, кларнета. Ещё одно направление в творчестве Ю. Маркелова в эти годы — духовная музыка. Это — альбом «Свет» на стихи В. Алексеева. а также вокальные произведения на канонические тексты («Отче Наш» и др.), которые исполняются хором «a capella».
В 2017 году издательство «Музыка» выпустило нотный сборник фортепианных пьес композитора «Взрослый детский мир» с приложением в виде компакт-диска, на котором материал представлен в исполнении автора.
Скончался на 70-м году жизни 7 ноября 2019 года.

## Семья
Брат Николай (1953).
Жена Валентина (1952).
Сыновья Павел (1973), Сергей (1978). Дочери Екатерина (1985), Ирина (1986).

## Дискография
- 2004 — Песни разных лет
- 2005 — Камерно-симфоническая музыка
- 2007 — Мой любимый мир
- 2008 — Свет
- 2008 — Абрикосы
- 2008 — Alter Dance Music
- 2010 — Жизнь твою читаю
- 2010 — Прикосновения к роялю
- 2011 — Песни Юрия Маркелова
- 2011 — Даргора
- 2011 — Простая музыка
- 2012 — Век свободы
- 2013 — Вокальная музыка
- 2014 — На Страстном...
- 2014 — Белый цвет надежды
- 2014 — Electronic Soul
- 2015 — Выйти на взлёт
- 2016 — Как свеча на свету
- 2017 — Взрослый детский мир

## Музыка к фильмам
- Музыка к документальному фильму о Наталии Сац (три части: Верю, Надеюсь, Люблю) — ТО «Экран» Гостелерадио СССР, 1987 г.
- Музыка к мультипликационному фильму «Миссия пришельцев» — ТО «Экран» Гостелерадио СССР, 1989 г.;
- Музыка к мультипликационному фильму «Оптический контакт» — ТО «Экран» Гостелерадио СССР, 1990 г.
- Музыка к документальному фильму «Портрет» — ТО «Экран» Гостелерадио СССР, 1990;

## Избранная видеография
- 2010 — Рождество
- 2010 — Приношение
- 2010 — Звонарь
- 2010 — Свет
- 2011 — Сантуцца
- 2011 — Новый Год наоборот
- 2011 — Почему обезьяны не могут любить прекрасных дам
- 2012 — Паж Леам
- 2012 — Забыла
- 2012 — Тётя Роза
- 2012 — Мои носки
- 2013 — Московский говорок
- 2013 — Поцелуйчики-балуйчики
- 2013 — Валуи
- 2013 — Подлесок
- 2014 — Каменное кладбище
- 2014 — Подоконник
- 2014 — Это было в белом зале
- 2014 — Окрошечка
- 2015 — Цветок
- 2015 — Обские свидания
- 2015 — Поезд в новый год
- 2015 — Топорище моё